# Detekce výbušnin
Cílem detekce výbušnin je spolehlivé zjištění přítomnosti, typu a množství výbušného materiálu v co nejkratším čase, s nízkým výskytem falešných poplachů, vysokou rychlostí detekce. K určení přítomnosti vysoce energetického materiálu se používají zejména metody elektrochemické detekce, optické metody a metody biologické.
Výbušninu lze všeobecně definovat jako chemicky nestabilní látku, která je schopná za určitých podmínek přejít velmi rychlým chemickým procesem transformace na jinou, více stabilní látku, přičemž pro tento proces je charakteristické uvolňování plynů a tepla. Proces je provázen vznikem tlakové vlny, produkcí značného akustického tlaku a povýbuchových zplodin.

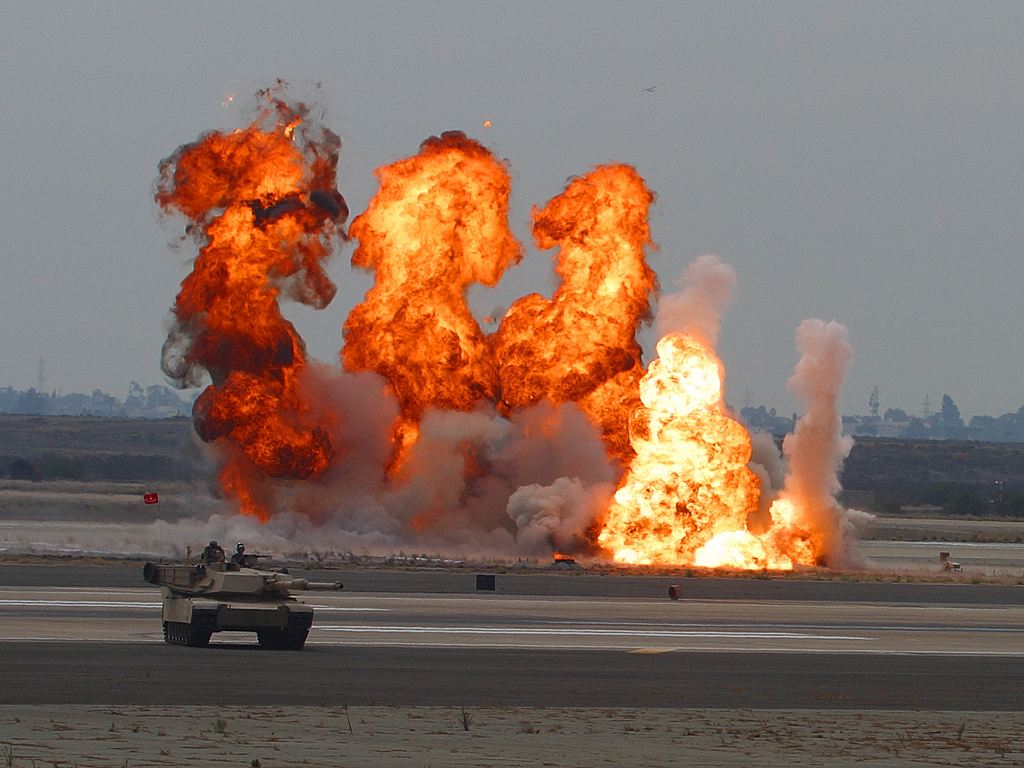
Ilustrativní obrázek výbuchu

## Dělení technologií detekce výbušnin
Detekce výbušnin je založená na velkém množství různých technologií, které jsou rozdělené do dvou základních skupin.
První skupina zobrazuje těleso výbušniny nebo chemické složení nebo dielektrické vlastnosti výbušného materiálu. Při zobrazení předmětu výbušniny se jedná o zobrazovací metody k identifikaci rozbušky, drátů, nádoby s výbušninou apod. V případě detekce chemického složení je detekce založena na určení hustoty, relativní absorpci záření atd.).
Druhá skupina detekuje stopové množství výbušniny v podobě výparů nebo částic usazených na povrchu předmětů.

### Přehled základních detekčních metod[1]

#### Detekce tělesa výbušniny (bulk detection)[1]
- Rentgenové záření – transmisní detekce, detekce s využitím zpětného rozptylu
- Neutronové metody detekce – detekce termálními neutrony, detekce rychlými neutrony, zpětný rozptyl neutronů, neuronová rezonance, neutronová indukovaná gama spektroskopie, neutronová indukovaná fotonová spektroskopie, izotopická neutronová spektroskopie
- Elektromagnetické zobrazování – infračervená, terahertzová oblast, mikrovlnná oblast, radar, gama rezonance
- Gama záření – transmisní detekce, detekce zpětným rozptylem
- Magnetismus
- Detekce partikulární kontaminace
- Výpočetní tomografie

#### Stopová detekce (trace detection)
- Elektronické a chemické metody – hmotnostní spektrometrie, plynová chromatografie, spektrometrie iontové pohyblivosti, spektrometrie iontovým pólem, chemická luminiscenční detekce, detekce povrchovou akustickou vlnou, detekce termální dekompozicí, detekce elektronovým lapačem
- Optické metody – transmisní a reflexní spektrometrie, fotoakustická spektrometrie, laserová technologie (LIDAR, DIAL, DIRL), nelineární optika
- Biosenzory – psi, potkani, včely, robotický hmyz

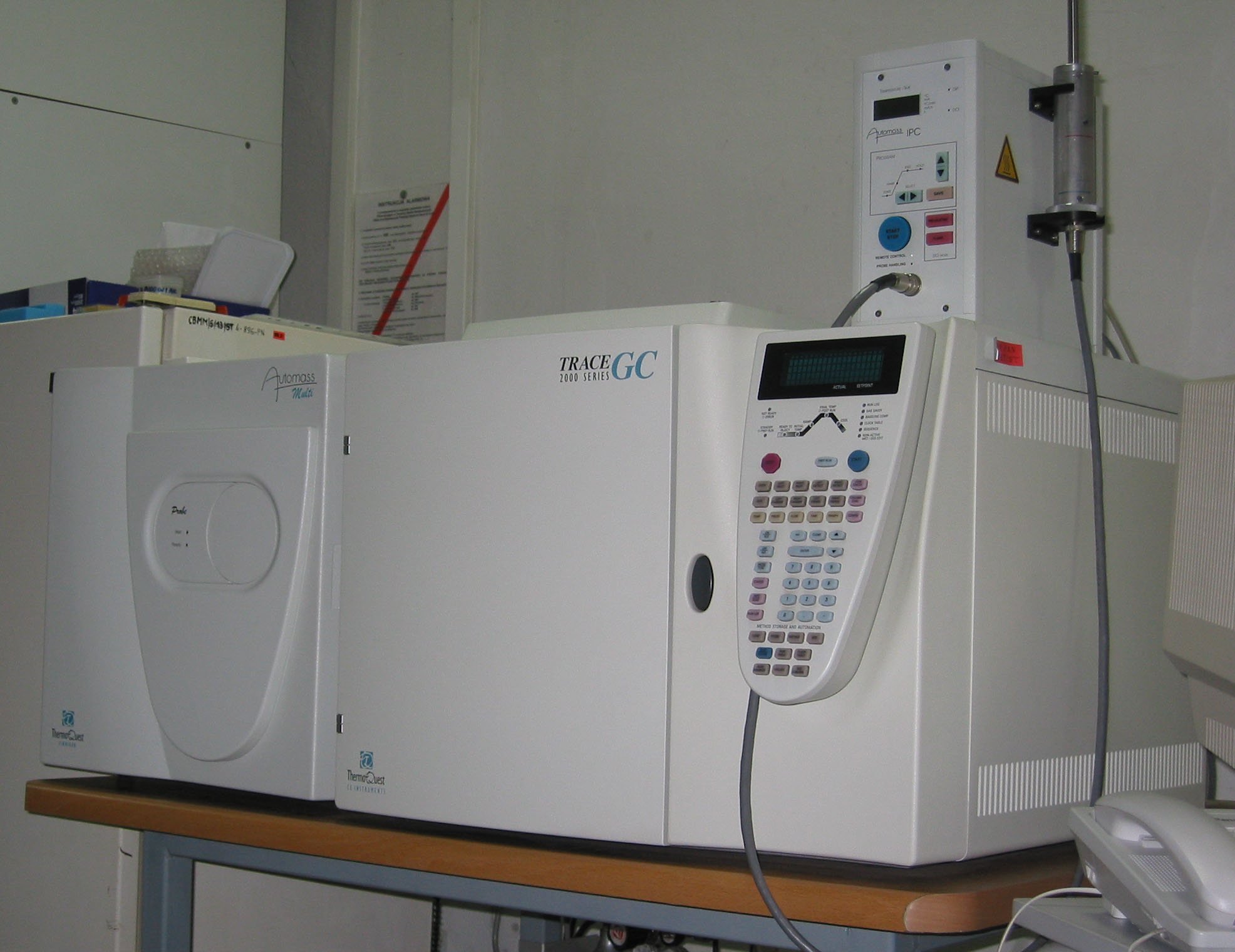
Plynový chromatograf spojený s hmotnostním spektrometrem (GC-MS)

### Přenosné analytické přístroje
V následující tabulce je uveden přehled přenosných analytických přístrojů, používaných metod, které jsou o schopny detekovat organické či anorganické výbušniny.
| Přenosné analytické techniky | Schopnost analyzovat organické a anorganické výbušniny | Schopnost analyzovat organické a anorganické výbušniny |
| Přenosné analytické techniky | organické                                              | anorganické                                            |
| Metoda iontové mobility – spektrometrie (IMS)                                                                                        | Ano                                                    | AnoΨ                                                   |
| Plynová chromatografie spojená s IMS (GC-IMS)                                                                                        | Ano                                                    | Ne                                                     |
| Plynová chromatografie spojená s hmotnostní spektrometrií (GC-MS)                                                                    | Ano                                                    | Ne                                                     |
| Plynová chromatografie spojená s chemiluminiscenčním detektorem (GC-CL); analyzátor tepelné energie (GC-TEA)                         | Ano                                                    | Ne                                                     |
| Plynová chromatografie spojená s povrchovou akustickou vlnovou (GC-SAW)                                                              | Ano                                                    | Ne                                                     |
| Iontová chromatografie (IC) | Ne                                                     | Ano                                                    |
| FTIR spektroskopiea | Ano                                                    | Ano                                                    |
| Ramanova spektroskopiea,b | Ano                                                    | Ano                                                    |
| a, b Techniky nejsou určeny pro stopové množství materiálu Ψ IMS detekce je omezena pouze na anorganické výbušniny na bázi dusičnanů |                                                        |                                                        |

## Detekce výbušnin bezpečnostními sbory ČR
Složky integrovaného záchranného systému si uvědomují nárůst hrozeb teroristického útoku prostřednictvím výbušnin či nástražných výbušných systémů. Z tohoto důvodu byla vypracována typová činnost složek integrovaného záchranného systému při společném zásahu STČ 03/IZS Hrozba použití NVS nebo nález NVS, podezřelého předmětu, munice, výbušnin a výbušných předmětů.
V uvedeném dokumentu jsou podrobně stanoveny zásady spolupráce na místa události, vymezeny kompetence, úkoly jednotlivých složek. Stanovena bezpečnostní opatření a členění místa zásahu tak, aby se co nejvíce eliminovaly možné negativní následky a zásah byl proveden co nejefektivněji.
Na místo s podezřením na výskyt výbušnin či nástražného výbušného systému jsou povoláni vždy pyrotechnici (Policie ČR, Vojenská policie). Na místě události jsou používány pro detekci výbušnin či nástražných výbušných systému speciálně vycvičení psi (Policie České republiky, Vojenská policie, Celní správa České republiky, Vězeňská služba České republiky).
Pro detekci výbušnin se používají různé přenosné měřící přístroje (např. FIDO X3, mobilní FTIR/IR Raman Gemini). Odebrané vzorky se dále odváží na speciální pracoviště bezpečnostních sborů (např. Kriminalistický ústav Policie České republiky, pracoviště kriminalistické techniky a expertiz Vojenské policie).

### Postup při odběru vzorků
Na základě vyhodnocených po výbuchových stop (epicentrum výbuchu, poškození stavebních konstrukcí, směru tlakové vlny atd.) se určí místa, kde je vhodné provádět odběry vzorků. Dle předpokládaného typu výbušniny se použije vhodná metoda odběru a balení vzorku, dokumentace odběru vzorku. Takto zadokumentovaný a zabalený vzorek je odeslán k expertnímu zkoumání na specializovaná pracoviště.

### Simulace výbuchu
Pro simulaci průběhu, následků výbuchu, šíření tlakové vlny se běžně používají matematické simulační software (např. CFD explosion), avšak software pro výpočet množství a směru šíření reziduí po výbuchu se běžně nepoužívají. Rezidua po výbuchu se teoreticky řídí chemické a fyzikální aspekty výbuchu. Distribuční struktury těchto reziduí z hlediska detonace jsou považovány za založené na modelech inverzního čtvercového modelu. Validace těchto modelů musí být dodatečně provedena na základě empirických dat.